# Vietnam Television
Vietnam Television (VTV) (wiet. Đài Truyền hình Việt Nam) – wietnamski publiczny nadawca telewizyjny z siedzibą w Hanoi, założony 7 września 1970.

## Historia
Pierwsza transmisja telewizyjna w Wietnamie miała miejsce w 1966 roku, kiedy Stany Zjednoczone utworzyły 2 kanały (jeden w języku wietnamskim, zaś drugi – angielskim) w Sajgonie dla Wietnamu Południowego. Nazwany Đài Truyền hình Việt Nam (Vietnam Television), sieć działała do upadku Sajgonu.
VTV została założona dzięki pomocy technicznej i szkoleniom z Kuby przeprowadzonym 6 września 1970 w Hanoi, jako departament Voice of Vietnam. Podczas wojny wietnamskiej emitował sporadycznie z górzystego regionu.
Po zjednoczeniu Wietnamu w 1975, dawne amerykańskie stacje na południu stały się częścią krajowej sieci, a nadawanie rozszerzono na cały kraj.
Eksperymentalna emisja telewizyjna w kolorze rozpoczęła się 1978 i przyjęła francuski standard SECAM, które w pełni została wdrożona w 1986. W 1990 uruchomiono drugą stację telewizyjną, VTV2, a rok później format emisji zmieniono na PAL.
Regionalne centra nadawcze VTV znajdują się w Ho Chi Minh, Huế, Đà Nẵng, Phú Yên, Nha Trang i Cần Thơ. Programowanie jest przekazywane w całym kraju za pośrednictwem regionalnych sieci stacji telewizyjnych. Nadajniki znajdują się w najbardziej oddalonych obszarach kraju. Do 2003 ponad 80% wszystkich miejskich gospodarstw domowych posiadało telewizor. Odsetek ten był znacznie mniejszy na obszarach wiejskich, ale nawet najbardziej odległe wiejskie kawiarnie mają telewizor i odtwarzacz wideo lub DVD.
Ponadto każde główne miasto i większość 51 prowincji ma swoje własne stacje telewizyjne.

## Stacje telewizyjne
Na podstawie tekstu źródłowego.
| Nazwa | Data uruchomienia                                                          | Data uruchomienia                                                          | Okres nadawania    | Profil stacji                                                      |
| Nazwa | SDTV                                                                       | HDTV                                                                       | Okres nadawania    | Profil stacji                                                      |
| ----- | -------------------------------------------------------------------------- | -------------------------------------------------------------------------- | ------------------ | ------------------------------------------------------------------ |
| VTV1  | 7 września 1970                                                            | 27 marca 2014                                                              | 24 godziny na dobę | Wiadomości i sprawy bieżące                                        |
| VTV2  | 1 stycznia 1990                                                            | 19 maja 2015                                                               | 24 godziny na dobę | Nauka, styl życia i technologia                                    |
| VTV3  | 31 marca 1996                                                              | 31 marca 2013                                                              | 24 godziny na dobę | Rozrywka                                                           |
| VTV4  | 1998                                                                       | 19 czerwca 2015                                                            | bd.                | Emisja międzynarodowa                                              |
| VTV5  | 10 lutego 2002                                                             | 1 lipca 2015                                                               | 24 godziny na dobę | Społeczność mniejszości etnicznych w Wietnamie                     |
| VTV6  | 29 kwietnia 2007                                                           | październik 2013                                                           | 24 godziny na dobę | Młodzieżowy (dla widzów w wieku 18-34 lat)                         |
| VTV7  | 20 listopada 2015 (emisja próbna) 1 stycznia 2016 (oficjalne uruchomienie) | 20 listopada 2015 (emisja próbna) 1 stycznia 2016 (oficjalne uruchomienie) | 6:00–0:00          | Edukacja                                                           |
| VTV8  | 1 stycznia 2016                                                            | 1 stycznia 2016                                                            | 5:00–0:00          | Skierowany dla mieszkańców środkowego i górskiego regionu Wietnamu |
| VTV9  | 8 października 2007                                                        | 28 sierpnia 2015                                                           | bd.                | Skierowany dla mieszkańców południowego Wietnamu                   |

### Kanały regionalne
- VTV Huế
- VTV Đà Nẵng
- VTV Phú Yên
- VTV Cần Thơ 1
- VTV Cần Thơ 2